# Pórtico dos Deuses
Pórtico dos Deuses (em latim: Porticus Divorum) era uma área religiosa localizada no Campo de Marte da Roma Antiga e que compreendia dois pequenos templos: o Templo do Divino Tito e um templo que se presume ter sido o Templo do Divino Vespasiano.
O complexo todo era chamado também de Templu Divorum ou, mais comumente, apenas de Divorum.

## História
O Pórtico dos Deuses foi encomendado pelo imperador romano Domiciano, como confirma o historiador Eutrópio:
| “ | Domiciano realizou muitas obras em Roma, entre elas o Capitólio e o Fórum Transitório, o Pórtico dos Deuses, [e os templos] de Ísis e de Serápis e o estádio. | ” |
|   | — Eutrópio, Breviarium Historiae Romanae, VII, 23. |   |

Depois do século IV, não há mais referências ao pórtico e presume-se que tenha sido demolido para que fossem aproveitados seus materiais de construção. Apesar disto, seu nome se conservou como "Diburi" ou "Diburo" (de "Divorum") em documentos medievais relativos ao mosteiro de San Ciriaco in Camilliano (onde hoje está a igreja de Santa Maria in Via Lata).

## Descrição
O pórtico, que se estendia ao longo da Via Lata e ficava ao lado do Saepta Julia e das Termas de Agripa, é descrito em onze fragmentos do "Plano de Mármore" da época severiana. Segundo ele, media 194 x 77 metros. O local onde foi construído provavelmente era parte da Vila Pública.
O acesso ao pórtico se dava pelo norte através de um arco triplo. No interior estavam dois pequenos templos tetrastilos prostilos já citados, um dedicado ao divino Tito e outro, presumivelmente, a seu pai, Vespasiano, um de frente para o outro. O pórtico tinha trinta colunas no lado mais longo e dezesseis no mais curto. Finalmente, havia ainda um altar e um pequeno bosque.
Na moderna Roma, o pórtico se estendia da Piazza Grazioli pela Via di San Marco e sua área corresponde, a grosso modo, ao ocupado pelo Palazzo Venezia. Atualmente não há vestígios visíveis do pórtico.

## Localização
| Planimetria do Campo de Marte central |
| --- |
| Termas de Nero Estádio de Domiciano Panteão Basílica de Netuno Termas de Agripa Estagno ? Odeão de Domiciano Ínsulas da época de Adriano Galpões militares? Galpões militares? Galpões militares? Septa Júlia Diribitório Pórtico dos Deuses Água Virgem Arco de Cláudio Pórtico de Vipsânia Quartel da I coorte dos vigiles Iseu Templo de Minerva Calcídica Altar de Marte Via Flamínia Via Flamínia Templo de Adriano Templo de Matídia Teatro de Pompeu Templos do Largo Argentina Pórtico de Minúcio Coluna de Marco Aurélio T. de M. Aurélio e Faustina (?) Arco de M. Aurélio (?) Coluna de Antonino Pio Ustrino de Faustina Maior Ustrino de Faustina Menor Via Reta Pórtico e Templo de Bom Evento Pórtico de Pompeu Arco Novo Pórtico de Meleagro Pórtico dos Argonautas Piazza della Rotonda Vila Pública |